# Samir Amin

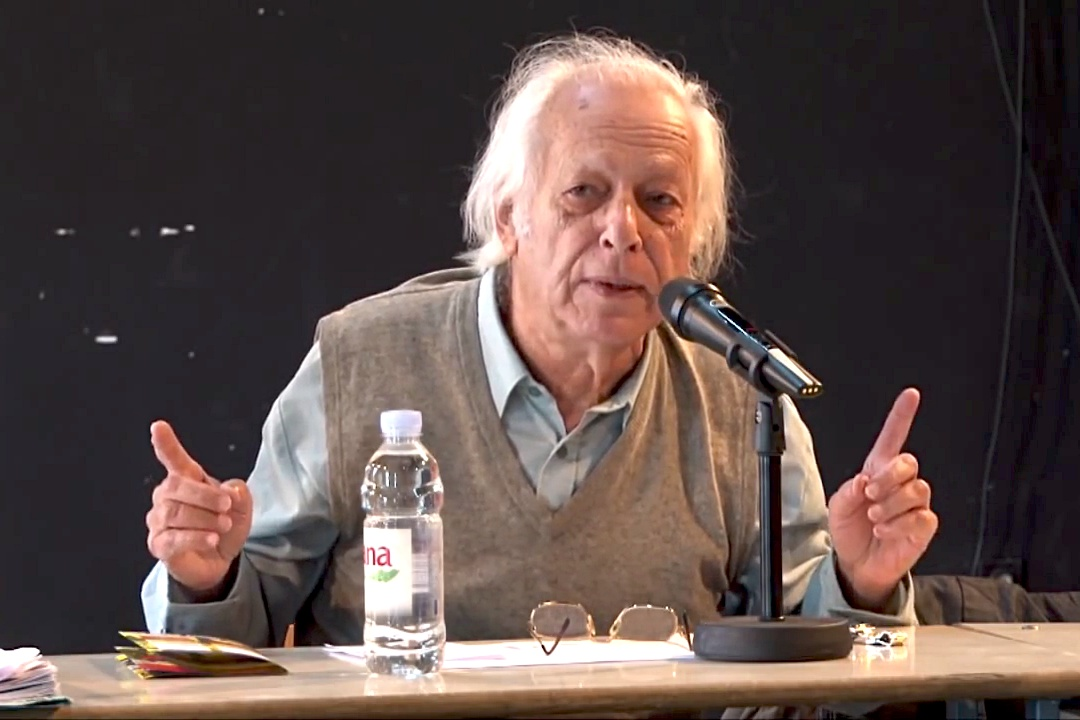
Samir Amin (2012)

Samir Amin (arabisch سمير أمين, DMG Samīr Amīn; * 3. September 1931 in Kairo; † 12. August 2018 in Paris)  war ein ägyptisch-französischer Polit-Ökonom und Kritiker des Neokolonialismus. Er prägte den Begriff „Eurozentrismus“ bereits 1988 und gilt als Pionier der Dependenztheorie und bedeutender Vertreter der Weltsystem-Theorie.

## Leben
Amin wurde 1931 als Sohn eines Ägypters und einer Französin (beide Mediziner) geboren. Seine Kindheit und Jugend verbrachte er in Port Said; dort besuchte er das französische Gymnasium, das er 1947 mit dem Baccalauréat verließ. Schon zu Schulzeiten politisierte sich Amin, als sich während des Zweiten Weltkriegs die ägyptischen Schüler in Kommunisten und Nationalisten aufteilten – Amin zählte zu den Ersteren. Bereits damals nahm er eine entschlossene Haltung gegen Faschismus und Nazismus ein. Zwar war er stark beeinflusst vom ägyptischen Widerstand gegen die britische Vorherrschaft in Ägypten, dennoch lehnte er die Vorstellung einiger Ägypter ab, dass der Feind ihres Feindes (also Nazi-Deutschland) ihr Freund sei.
Von 1947 bis 1957 studierte er in Paris, wobei der Promotion in Ökonomie (1957) ein Diplom in Politikwissenschaft (1952) und in Statistik (1956) vorausging. In seiner Autobiographie Itinéraire intellectuel (1993) schreibt Amin, dass es ihm in dieser Zeit darauf ankam, nur ein Minimum an Arbeit in die Vorbereitung von Universitätsexamen zu investieren, um die wesentliche Zeit der „action militante“ widmen zu können. Der intellektuelle und der politische Kampf blieben für Amin zeit seines Lebens untrennbar miteinander verbunden – statt die Welt und ihre Gräuel nur zu erklären, wollte er Teil der Kämpfe für eine bessere Welt sein.
Als Amin in Paris ankam, trat er der Kommunistischen Partei Frankreichs bei, distanzierte sich jedoch später vom sowjetischen System und stand eine Zeit lang maoistischen Kreisen nahe. Zusammen mit anderen Studenten publizierte er die Zeitschrift Étudiants Anticolonialistes.
Seine politischen Ideen wurden auch stark von der  Konferenz der Bandung-Staaten 1955 sowie der Verstaatlichung des Suezkanals beeinflusst. Letzteres veranlasste ihn sogar, den Abschluss seiner seit Juni 1956 fertigen Dissertation zu verschieben.
1957 verteidigte er seine Arbeit, die unter anderem von Francois Perroux betreut wurde. Sie trug ursprünglich den Titel: Die Ursprünge der Unterentwicklung – kapitalistische Akkumulation im Weltmaßstab. Dieser musste jedoch geändert werden zu: Die strukturellen Auswirkungen der internationalen Integration vorkapitalistischer Volkswirtschaften – Eine theoretische Untersuchung des Mechanismus, der sogenannte unterentwickelte Volkswirtschaften hervorbringt.
Nach Abschluss seiner Arbeit kehrte Amin nach Kairo zurück, wo er von 1957 bis 1960 als Forschungsbeauftragter für die „Institution for Economic Management“ der Regierung arbeitete. Dort setzte er sich dafür ein, dass der Staat in den Aufsichtsräten der Unternehmen in öffentlicher Hand vertreten war. Damit begab sich Amin in das sehr angespannte politische Klima, welches mit der Verstaatlichung des Suezkanals, dem Krieg von 1956, der Gründung der Blockfreien Bewegung usw. verbunden war. Insbesondere seine Mitgliedschaft in der damals geheimen  Kommunistischen Partei sorgte für erschwerte Arbeitsbedingungen.
Auch um persönlichen Gefährdungen zu entgehen verließ Amin Ägypten 1960 nach Paris, wo er sechs Monate für das Ministerium für Wirtschaft und Finanzen arbeitete. Anschließend verließ Amin Frankreich, um Berater des Planungsministeriums in Bamako (Mali) unter der Präsidentschaft von Modibo Keata zu werden. Er bekleidete diese Position von 1960 bis 1963 und arbeitete mit prominenten französischen Ökonomen wie Jean Bénard und Charles Bettelheim zusammen. Mit einiger Skepsis betrachtet Amin dort die wachsende Fokussierung auf Wirtschaftswachstum, um ‚die Lücke zu schließen‘. Obwohl er das Arbeiten als Bürokrat nach dem Ausscheiden aus dem Dienst in Mali endgültig aufgab, fungierte Samir Amin später immer wieder als Berater für Regierungen im globalen Süden und für afrikanische oder globale Institutionen. Länder wie China, Vietnam, Algerien, Venezuela und Bolivien machten von seinen Ratschlägen Gebrauch.
1963 wurde er Fellow am Institut Africain de Développement Économique et de Planification (IDEP) in Dakar. Er arbeitete dort bis 1970 und war zugleich Professor an Universitäten in Poitiers, Dakar und Paris (Paris VIII, Vincennes). Er unterstützte in den 1970ern in einem Buch anfangs den kambodschanischen Umsturz durch die „Roten Khmer“ wegen dessen „rascher De-Urbanisierung und seiner ökonomischen Autarkie“ als angebliches Vorbild für Afrika. Später revidierte er die Ansicht und sah die Khmer-Herrschaft als eine Mischung aus Stalinismus und Bauernrevolte. 1970 wurde er Direktor des IDEP, das er bis 1980 leitete. Innerhalb dieser UN-Organisation schuf Amin mehrere Institutionen, die schließlich unabhängige Einheiten wurden. Darunter die Vorgänger-Institution des späteren Council for the Development of Social Science Research in Africa (CODESRIA), die nach dem Vorbild des Lateinamerikanischen Rates für Sozialwissenschaften (CLACSO) konzipiert war. 1980 verließ Amin das IDEP und wurde Direktor des Third World Forum in Dakar.
In die unter dem Namen arabischer Frühling bekannt gewordenen Protestbewegungen setzte er große Hoffnungen, befürchtete jedoch von Anfang an, dass sich diese nicht erfüllen würden.
„Samir Amin gehört zu den bedeutendsten und einflussreichsten Intellektuellen der Dritten Welt“, so Dieter Senghaas. Amins theoretische Pionier-Rolle wurde oft übersehen, weil seine Dissertation von 1957 erst 1970 in erweiterter Buchform, unter dem Titel L’accumulation à l’échelle mondiale, erschien.
Amin lebte bis Ende Juli 2018 in Dakar, Senegal. Am 31. Juli 2018 wurde er in ein Krankenhaus nach Paris verlegt. Er starb am 12. August 2018 im Alter von 86 Jahren an Lungenkrebs.

## Politische Theorie und Strategie
Samir Amin gilt als Pionier der Dependenztheorie und bedeutender Vertreter der Weltsystemtheorie  wenngleich er sich lieber als Teil der Schule eines Globalen Historischen Materialismus bezeichnete, zusammen mit Paul A. Baran und Paul Sweezy (siehe 2.1). Sein Kerngedanke, den er bereits 1957 in seiner Dissertation formulierte, war, dass so genannte „unterentwickelte“ Volkswirtschaften nicht als unabhängige Einheiten, sondern als Bausteine einer kapitalistischen Weltwirtschaft betrachtet werden sollten. In dieser Weltwirtschaft würden die ‚armen‘ Nationen die ‚Peripherie‘ bilden, welche gezwungen ist, sich permanent strukturell anzupassen an die Reproduktionsdynamik der „Zentren“ der Weltwirtschaft, d. h. der fortgeschrittenen kapitalistischen Industrieländer. Etwa zur gleichen Zeit und mit ähnlichen Grundannahmen entstand in Lateinamerika der sogenannte Desarrollismo (CEPAL, Raúl Prebisch), der ein Jahrzehnt später in der Diskussion über „Dependencia“ weiterentwickelt wurde – noch später kam dann Wallersteins „Weltsystemanalyse“ auf. Samir Amin wandte den Marxismus auf eine globale Ebene an und benutzte Begriffe wie „weltweites Wertgesetz“ und „Super-Ausbeutung“, um die Weltwirtschaft zu analysieren (siehe 2.1.1). Gleichzeitig erstreckte sich seine Kritik auch auf den Marxismus der Sowjetunion und sein Entwicklungsprogramm des „Aufholens und Überholens“. Amin glaubte, dass die Länder der „Peripherie“ im Kontext der kapitalistischen Weltwirtschaft nie aufholen könnten, wegen einer inhärenten Tendenz zur Polarisierung des Systems und wegen bestimmter Monopole, die von den imperialistischen Ländern des ‚Zentrums‘ gehalten würden (siehe 2.1.2). Daher empfahl er der ‚Peripherie‘ sich von der Weltwirtschaft zu ‚entkoppeln‘, also eine ‚autozentrische‘ Entwicklung zu erzeugen (siehe 2.2) und den ‚Eurozentrismus‘ der Modernisierungstheorie hinter sich zu lassen (siehe 2.3).

### Globaler historischer Materialismus
Ausgehend von den Analysen von Karl Marx, Karl Polanyi und Fernand Braudel ist der zentrale Ausgangspunkt von Amins Theorien eine fundamentale Kapitalismuskritik, in deren Mittelpunkt die Konfliktstruktur des Weltsystems steht. Amin stellt drei grundlegende Widersprüche der kapitalistischen Ideologie fest: 1. Die Erfordernisse der Rentabilität stehen gegen das Streben der Werktätigen ihr Schicksal selber zu bestimmen (Rechte der Arbeiter sowie Demokratie wurden gegen die kapitalistische Logik durchgesetzt); 2. Das kurzfristig-rationale ökonomische Kalkül steht gegen eine langfristige Sicherung der Zukunft (Ökologiedebatte); 3. Die expansive Dynamik des Kapitalismus führt zu polarisierenden räumlichen Strukturen – das Zentrum-Peripherie-Modell.
Laut Amin kann der Kapitalismus als ein globales System verstanden werden, bestehend aus „entwickelten Ländern“, die das Zentrum bilden, und „unterentwickelten Ländern“, die die Peripherien des Systems bilden. Folglich seien Entwicklung und Unterentwicklung zwei Seiten derselben Medaille, nämlich der historischen Expansion des globalen Kapitalismus. Die Armut mancher Länder sei nicht durch spezifische soziale, kulturelle oder sogar geographische Merkmale zu erklären. Stattdessen sei ‚Unterentwicklung‘ das Ergebnis der erzwungenen permanenten strukturellen Anpassung dieser Länder an die Bedürfnisse der Akkumulation, die den Ländern im Zentrum des Systems zugutekommt. Für Amin kam sie dadurch zustande, dass die Peripherien als Außenposten, also Exklaven der kapitalistischen Zentren behandelt und gezwungen wurden, sich in die ungleiche internationale Arbeitsteilung einzugliedern, wodurch eine Struktur asymmetrischer Interdependenz entstanden sei.
Amin sah sich als Teil der Schule eines ‚globalen historischen Materialismus‘, weniger der beiden anderen Stränge der Dependenztheorie, der sogenannten Dependencia und der Weltsystemtheorie. Die Dependencia Schule ist eine lateinamerikanische Schule, die mit Ruy Mauro Marini, Theoténio dos Santos und Raúl Prebisch verbunden wird. Wichtige Vertreter der Weltsystemtheorie sind Immanuel Wallerstein und Giovanni Arrighi. Während diese ein weitgehend ähnliches wissenschaftliches Vokabular verwenden, lehnte Amin z. B. den Begriff der Halbperipherie ab. Amin war auch gegen die Theoretisierung des Kapitalismus als zyklisch (wie bei Nikolai Kondratjew) oder irgendeine Art von historischer Rückprojektion und vertrat damit eine Minderheitenposition innerhalb der Weltsystemtheoretiker.
Globaler historischer Materialismus bedeutete für Amin zunächst die Anwendung des Marxismus auf die Weltwirtschaft. Er ordnete Wissenschaftler wie Paul Baran und Paul Sweezy demselben Ansatz zu. Im Mittelpunkt dessen stand das marxistische Wertgesetz. Dennoch bestand Amin darauf, dass die ökonomischen Gesetze des Kapitalismus, zusammengefasst durch das Wertgesetz, den Gesetzen des historischen Materialismus untergeordnet seien. Amins Verständnis dieser Begriffe zufolge bedeutet das, dass die Wirtschaftswissenschaft, wenngleich unverzichtbar, die Realität nicht gänzlich erklären kann, vor allem weil sie weder die historischen Ursprünge des Systems selbst, noch Ergebnisse von Klassenkämpfen systematisch berücksichtigen könne.
„Die Geschichte wird nicht von der unfehlbaren Entfaltung der ‚Gesetze der reinen Ökonomie‘ regiert. Erzeugt wird sie von den sozialen Reaktionen auf die Tendenzen, die sich in diesen Gesetzen äußern und die ihrerseits die sozialen Verhältnisse bestimmen, in deren Rahmen diese Gesetze fungieren. Die ‚antisystemischen‘ Kräfte … wirken ebenso gestaltend auf die wirkliche Geschichte ein wie die ‚reine‘ Logik der kapitalistischen Akkumulation.“ (Samir Amin)

#### Weltweites Wertgesetz
Amins Theorie eines weltweiten Wertgesetzes beschreibt ein System des ungleichen Austauschs, in dem der Unterschied in den Löhnen zwischen den Arbeitskräften in verschiedenen Nationen größer ist, als der Unterschied zwischen ihren Produktivitäten. Amin spricht von „imperial rents“ (imperialen Einkünften), die den globalen Konzernen im Zentrum zufließen würden – es lässt sich auch als eine Art globaler Arbitrage verstehen.
Historisch sei ein wichtiges Merkmal des wirtschaftlichen Aufstiegs von Staaten in Europa und den USA eine breitenwirksame Agrarrevolution und Industrialisierung gewesen, mit entsprechender Erhöhung der Reallöhne, die durch die gesellschaftliche Entwicklung der Zunahme der Produktivität folge. Das habe zu einer Binnenmarktdynamik und der Produktion von Gütern für einen Massenmarkt geführt. Dieses Verhältnis von Produktivitäts- und Reallohnentwicklung finde hingegen in Entwicklungsländern, z. B. auf dem afrikanischen Kontinent, nicht statt. Ursache dieser schlechten Situation ist nach Amins Ansicht die exklavenhaft strukturierte Exportwirtschaft in Entwicklungsländern.
Dass es bei dieser Ungleichheit geblieben ist, liege u. a. daran, dass Freihandel und relativ offene Grenzen multinationalen Unternehmen erlaubten, dorthin zu ziehen, wo sie die billigste Arbeit finden können, die Regierungen weiterhin die Interessen „ihrer“ Konzerne gegenüber denjenigen anderer Länder förderten und die Mobilität von Menschen beschränkten. Dementsprechend sei die Peripherie bis heute nicht wirklich mit den globalen Arbeitsmärkten verbunden, die Akkumulation dort stagnierte und die Löhne blieben niedrig. Dagegen sei die Akkumulation in den Zentren kumulativ gewesen und die Löhne seien entsprechend der steigenden Produktivität gestiegen.
Diese Situation werde durch die Existenz einer massiven globalen Reservearmee, die sich hauptsächlich in der Peripherie befindet, aufrechterhalten, während diese Länder gleichzeitig stärker strukturell abhängig seien und ihre Regierungen dazu neigten, soziale Bewegungen zu unterdrücken, die höhere Löhne erstreiten könnten. Diese globale Dynamik nennt Amin „Entwicklung der Unterentwicklung“. Die oben erwähnte Existenz einer niedrigeren Ausbeutungsrate der Arbeit im Norden und einer höheren ‚Super-Ausbeutung‘ der Arbeit im Süden wird zudem als eines der Haupthindernisse für die Einheit der internationalen Arbeiterklasse angesehen. Darüber hinaus würden die Kernländer Monopole auf Technologie, die Kontrolle der Finanzströme, militärische Macht, die ideologische Produktion und den Zugang zu natürlichen Ressourcen halten (siehe auch 2.1.2).

#### Imperialismus und Monopolkapitalismus
Das oben erläuterte „weltweite Wertgesetz“ bedeutet laut Amin auch, dass es in toto ein imperiales Weltsystem gibt, welches den globalen Norden und den globalen Süden umfasst. Amin glaubte zudem, dass Kapitalismus und Imperialismus in allen Stadien ihrer Entwicklung miteinander verbunden waren (im Gegensatz zu Lenin, der argumentierte, dass der Imperialismus eine spezifische Phase in der Entwicklung des Kapitalismus sei). Amin definierte den Imperialismus als „die notwendige Verschmelzung der Anforderungen und Gesetze für die Reproduktion des Kapitals; die ihnen zugrunde liegenden sozialen, nationalen und internationalen Bündnisse; und die politischen Strategien dieser Bündnisse“.
Laut Amin prägten Kapitalismus und Imperialismus alles seit der europäischen Eroberung Amerikas im sechzehnten Jahrhundert bis zur heutigen Phase, die er als „Monopolkapitalismus“ bezeichnete. Außerdem sei die Polarisierung zwischen Zentrum und Peripherie ein Phänomen, das diesem System stets inhärent ist.
Auf Arrighi Bezug nehmend, unterschied Amin die folgenden Polarisierungsmechanismen: 1. Kapitalflucht von der Peripherie ins Zentrum; 2. selektive Migration von Arbeitskräften in dieselbe Richtung; 3. Monopolsituation der zentralen Gesellschaften in der globalen Arbeitsteilung, insbesondere das Technologiemonopol und das Monopol der globalen Finanzen; 4. Kontrolle der Zentren über den Zugang zu natürlichen Ressourcen. Die Formen der Polarisierung zwischen Zentrum und Peripherie, sowie die Ausdrucksformen des Imperialismus hätten sich im Laufe der Zeit zwar verändert – aber nur in Richtung einer Verschärfung der Polarisierung und nicht einer Abmilderung.
Historisch unterscheidet Amin drei Phasen: Merkantilismus (1500–1800), Expansion (1800–1880) und Monopolkapitalismus (1880-heute). Amin fügte hinzu, dass die aktuelle Phase von verallgemeinerten, finanzialisierten und globalisierten Oligopolen dominiert werde, die sich hauptsächlich im Besitz der Triade USA, Europa und Japan befänden. Diese praktizierten eine Art kollektiven Imperialismus mit militärischen, wirtschaftlichen und finanziellen Instrumenten, wie der Organisation des Nordatlantikvertrags (NATO), der Weltbank, dem Internationalen Währungsfonds (IWF) und der Welthandelsorganisation (WTO). Die Triade genieße Monopole in fünf Bereichen: Massenvernichtungswaffen; Massenkommunikationssysteme; Geld- und Finanzsysteme; Technologien; Zugang zu natürlichen Ressourcen. Den Verlust dieser Monopole würden sie um jeden Preis verhindern wollen, auch militärisch.
Amin unterschied des Weiteren zwei Phasen in der Entwicklung des Monopolkapitalismus: den eigentlichen Monopolkapitalismus bis 1971 und danach den Oligopol-Finanzkapitalismus. Die Finanzialisierung und die „vertiefte Globalisierung“ der letzteren betrachtete er als strategische Antwort auf wirtschaftliche Stagnation. Stagnation betrachtete er als Regel, schnelles Wirtschaftswachstum dagegen als Ausnahme im Spätkapitalismus. Ihm zufolge war das schnelle Wachstum von 1945 bis 1975 hauptsächlich Ergebnis historischer Bedingungen, die auf den Zweiten Weltkrieg zurückzuführen sind und nicht andauern konnten. Der Fokus auf die Finanzialisierung, der in den späten 1970er Jahren nach der Phase keynesianischer Globalsteuerung entstand, war für ihn daher „untrennbar mit den Überlebensanforderungen des Systems verbunden“, wenngleich sie schließlich zur Finanzkrise 2007–2008 geführt habe.
Laut Amin werden die politischen Systeme im Süden als Folge des Imperialismus und der ‚Super-Ausbeutung‘ oft in Richtung autokratischer Herrschaft verzerrt. Um die Kontrolle über die Peripherie zu behalten, förderten die imperialen Mächte rückwärtsgewandte soziale Beziehungen, die sich auf archaische Elemente stützen. Amin argumentierte zum Beispiel, dass der politische Islam vornehmlich ein Resultat des Imperialismus sei. Die Einführung der Demokratie im Globalen Süden, ohne die grundlegenden sozialen Beziehungen zu verändern oder den Imperialismus in Frage zu stellen, sei nichts anderes als ein „Betrug“ und zwar in doppelter Hinsicht, wenn man auch den plutokratischen Charakter der so genannten erfolgreichen Demokratien im Norden in Betracht ziehe.

### Delinking (Abkopplung)
Amin war sich sicher, dass die Emanzipation der sogenannten „unterentwickelten“ Länder nicht innerhalb des globalisierten kapitalistischen Systems möglich sei. Der Globale Süden könne wegen der System-inhärenten Polarisierungstendenz in einem solchen kapitalistischen Kontext niemals aufholen. Daher war das Projekt, das die asiatisch-afrikanischen Länder 1955 auf der Bandung-Konferenz (Indonesien) beschlossen, für Samir Amin von großer Bedeutsamkeit.
Amin riet Ländern der Peripherie, sich von der Weltwirtschaft abzukoppeln, um die globalen Beziehungen den nationalen Entwicklungsprioritäten unterzuordnen und eine „autozentrische“ Entwicklung zu erzielen (aber nicht Autarkie). Anstatt Werte durch Weltmarktpreise bestimmen zu lassen – die sich aus der Produktivität in den reichen Ländern ergäben – schlug Amin vor, dass jedes Land einzeln Werte festlegt, indem bspw. die Arbeiter in der Landwirtschaft und in der Industrie durch ihren Beitrag zur Nettoproduktion der Gesellschaft bezahlt werden. So würde ein nationales Wertgesetz ohne Bezugnahme auf das globale Wertgesetz des kapitalistischen Systems definiert (maßgebend sei dann z. B. Ernährungssouveränität statt Freihandel, oder auch Mindestlöhne statt internationaler Wettbewerbsfähigkeit). Der Haupteffekt dieses Schritts sollte eine Erhöhung der Löhne in der Landwirtschaft sein. Amin schlug zudem vor, dass Nationalstaaten die Ressourcen zwischen Sektoren umverteilen und Mehrwert zentralisieren und verteilen. Vollbeschäftigung solle staatlich gewährleistet werden und es sollten Anreize gegen die Abwanderung aus ländlichen in städtische Gebiete geboten werden.
Nach einer Entkolonialisierung auf staatlicher Ebene sollte dies zu einer wirtschaftlichen Befreiung vom Neokolonialismus führen. Amin betonte jedoch, dass es fast unmöglich sei, sich 100 % ‚abzukoppeln‘, und schätzte eine Entkoppelung von 70 % bereits als bedeutende Errungenschaft ein. Relativ stabile Länder mit einer gewissen militärischen Macht hätten es in dieser Hinsicht leichter als kleine Länder. So sei beispielsweise Chinas Entwicklung zu 50 % durch sein souveränes Projekt und zu 50 % durch die Globalisierung bestimmt. Auf Brasilien und Indien angesprochen, schätzte Amin, dass sie zu 20 % von souveränen Projekten und zu 80 % von der Globalisierung getrieben würden, Südafrika sei sogar zu 100 % von Globalisierung bestimmt.
Zudem war für Amin klar, dass eine solche Abkopplung auch innerhalb eines Landes bestimmter politischer Voraussetzungen bedarf. Seine Länderstudien, zunächst auf Afrika begrenzt, lehrten ihn, dass eine entsprechende Elite, vor allem eine auf ein nationales Projekt ausgerichtete nationale Bourgeoisie, nicht existierte und auch nicht im Entstehen war. Er beobachtete vielmehr allenthalben die Herausbildung einer ‚Kompradorenbourgeoisie‘, welche Nutznießer der Integration ihrer jeweiligen Länder in den asymmetrisch-strukturierten kapitalistischen Weltmarkt seien. Für das Projekt des autozentrierten Neuanfangs (der Abkopplung) hoffte er stattdessen auf soziale Bewegungen, weshalb er sich bis zuletzt in zahlreichen Nichtregierungsorganisationen engagierte.

### Eurozentrismus
Amin schlug eine Interpretation der Zivilisationsgeschichte vor, der zufolge bestimmte Zufälle zuerst in den Gesellschaften des Westens zur Entwicklung des Kapitalismus führten. Dies habe dann zu einer Zweiteilung der Welt geführt, wegen des aggressiven Expansions-Charakters des (kolonialistischen) Kapitalismus. Amin argumentierte daher, dass es ein Fehler sei, Europa als zivilisatorisches Zentrum der Welt zu betrachten, bloß weil es in der früh-kapitalistischen Periode dominant war.
Für Amin war der Eurozentrismus nicht bloß ein Weltbild, sondern ein globales Projekt, welches die Welt nach europäischem Vorbild unter dem Vorwand des „Aufholens“ homogenisieren will. In der Praxis homogenisiere der Kapitalismus die Welt jedoch nicht, sondern polarisiere sie (siehe 2.1.2). Eurozentrismus sei daher eher ein Ideal als eine reale Möglichkeit. Er verstärke aber Rassismus sowie Imperialismus und es bestehe das permanente Risiko von Faschismus, da dieser letztlich eine extreme Version von Eurozentrismus sei.

## Schriften

### Deutschsprachige Schriften
- Die ungleiche Entwicklung. Essay über die Gesellschaftsformationen des peripheren Kapitalismus. 1975.
- Das Reich des Chaos. Der neue Vormarsch der Ersten Welt. VSA, Hamburg 1992.
- Die Zukunft des Weltsystems. Herausforderungen der Globalisierung. VSA, Hamburg 2002.
- Für ein nicht-amerikanisches 21. Jahrhundert. VSA, 2003, ISBN 3-89965-022-0. online
- Apartheid global. Der neue Imperialismus und der globale Süden. In: Blätter für deutsche und internationale Politik (Hrsg.): Der Sound des Sachzwangs – Der Globalisierungs-Reader. 4. Auflage. Blätter Verlagsgesellschaft, 2006, ISBN 3-9804925-3-2, S. 11–17.
- Das globalisierte Wertgesetz. Laika Verlag, Hamburg 2012, ISBN 978-3-942281-21-8.
- Souveränität im Dienst der Völker. Plädoyer für eine antikapitalistische nationale Entwicklung. (mit einer Einleitung von Andrea Komlosy), Promedia Verlag, Wien 2018, ISBN 978-3-85371-453-9.
- Eurozentrismus. Mangroven Verlag, Kassel 2019, ISBN 978-3-946946-08-3.

### Französischsprachige Schriften
Die Bücher Amins sind zuerst auf Französisch erschienen. Viele wurden ins Englische übersetzt.
- (1957): Les effets structurels de l’intégration internationale des économies précapitalistes. Une étude théorique du mécanisme qui a engendré les éonomies dites sous-développées (Dissertation)
- (1964): L’Egypte nassérienne
- (1965): Trois expériences africaines de développement: le Mali, la Guinée et le Ghana
- (1966): L’économie du Maghreb, 2 vols.
- (1967): Le développement du capitalisme en Côte d’Ivoire
- (1969): Le monde des affaires sénégalais
- (1969): The Class struggle in Africa
- (1970): Le Maghreb moderne (translation: The Maghreb in the Modern World)
- (1970): L’accumulation à l’échelle mondiale, engl.  Accumulation on a World Scale: Critique of the Theory of Underdevelopment, 1978
- (1970, mit C. Coquery-Vidrovitch): Histoire économique du Congo 1880–1968
- (1971): L’Afrique de l’Ouest bloquée
- (1973): Le développement inégal (translation: Unequal development)
- (1973): L’échange inégal et la loi de la valeur
- (1973) Neocolonialism in West Africa
- (1974, mit K. Vergopoulos): La question paysanne et le capitalisme
- (1975, mit A. Faire, M. Hussein and G. Massiah): La crise de l‘impérialisme
- (1976): L’impérialisme et le développement inégal, engl. Imperialism and unequal development
- (1976): La nation arabe engl. Arab Nation: Nationalism and Class Struggles, Zed press 1978
- (1977): La loi de la valeur et le matérialisme historique (translation: The law of value and historical materialism)
- (1979): Classe et nation dans l’histoire et la crise contemporaine (translation: Class and nation, historically and in the current crisis)
- (1980): L’économie arabe contemporaine (translation: The Arab economy today)
- (1981): L’avenir du Maoïsme (translation: The Future of Maoism)
- (1982, mit G. Arrighi, A. G. Frank and I. Wallerstein): La crise, quelle crise? (translation: Crisis, what crisis?)
- (1982): Irak et Syrie 1960–1980
- (1983): The Future of Maoism, Monthly Review Press
- (1984): Transforming the world-economy? : nine critical essays on the new international economic order.
- (1985): La déconnexion, engl. Delinking: towards a polycentric world
- (1988): L’eurocentrisme, engl. Eurocentrism, Monthly Review Press 1989
- (1988, mit F. Yachir): La Méditerranée dans le système mondial
- (1988): Impérialisme et sous-développement en Afrique (erweiterte Neuauflage)
- (1989): La faillite du développement en Afrique et dans le tiers monde: une analyse politique, Paris : Éd. l’Harmattan
- (1990) Transforming the revolution: social movements and the world system
- (1990): Itinéraire intellectual; regards sur le demi-siecle 1945–1990, engl. Re-reading the post-war period: an Intellectual Itinerary
- (1991, mit G. Arrighi, A. G. Frank und Immanuel Wallerstein): Le grand tumulte
- (1991): L’Empire du chaos engl. Empire of chaos
- (1991): Les enjeux stratégiques en Méditerranée
- (1994): L’Ethnie à l’assaut des nations
- (1995): La gestion capitaliste de la crise
- (1996): Les défis de la mondialisation, engl. Capitalism in the Age of Globalization: The Management of Contemporary Society, Zed Books 1997
- (1997): Critique de l’air du temps, engl. Specters of Capitalism: A Critique of Current Intellectual Fashions, Monthly Review Press 1998
- (2000): L’hégémonisme des États-Unis et l’effacement du projet européen
- (2002): Mondialisation, comprehendre pour agir
- (2003): Obsolescent Capitalism
- (2004): The Liberal Virus: Permanent War and the Americanization of the World, Monthly Review Press 2004
- (2004) Obsolescent capitalism. Contemporary Politics and Global Disorder, Zed Books
- (2005 mit Ali El Kenz) Europe and the Arab world; patterns and prospects for the new relationship
- (2006) Beyond US Hegemony: Assessing the Prospects for a Multipolar World

## Sekundärliteratur
- Aidan Forster-Carter: The Empirical Samir Amin. In: S. Amin: The Arab Economy Today. London 1982, S. 1–40.
- Duru Tobi: On Amin’s Concepts – autocentric/ blocked development in Historical Perspectives. In: Economic Papers. (Warsaw), Nr. 15, 1987, S. 143–163.
- Fouad Nohra: Théories du capitalisme mondial. Paris 1997.
- Gerald M. Meier, Dudley Seers (Hrsg.): Pioneers in Development. Oxford 1984.
- Joachim Wilke: Samir Amins Projekt eines langen Weges zum globalen Sozialismus. Vielfalt sozialistischen Denkens Heft 13. Hrsg. Helle Panke Berlin.
- U. Kufakurinani, M. D. Styve, I. H. Kvangraven: Samir Amin and beyond. 2019. (africasacountry.com)
- Robert Heinze: Eine „Neue Amin-Lektüre“? Der ungleiche Tausch auf dem Weltmarkt und die Rolle des Nationalstaats im Werk von Samir Amin. In: Peripherie: Politik • Ökonomie • Kultur. Bd. 42 (2022), Heft 2, S. 277–299.

### Artikel von Samir Amir online
- The American Ideology
- Third World Forum: An Interview with Samir Amin (Memento vom 22. August 2004 im Internet Archive) (englisch)
- Imperialism and Globalization (Memento vom 3. Januar 2006 im Internet Archive) (englisch)
- Empire of Chaos Challenged: An Interview with Samir Amin
- Maldevelopment: Anatomy of a Global Failure (Memento vom 30. September 2000 im Internet Archive) (englisch)
- U.S. Imperialism, Europe, and the Middle East
- India, a Great Power?
- Imperialism and Globalization
- World Poverty, Pauperization & Capital Accumulation
- U.S. Hegemony and the Response to Terror
- Empire and Multitude
- A Note on the Death of André Gunder Frank (1929–2005)
- The Political Economy of the Twentieth Century
- Africa: Living on the Fringe

### Texte über Amin Samin
- Dieter Senghaas: Samir Amin (* 1931) Akkumulation auf Weltebene – Autozentrierte Entwicklung

| Personendaten    | Personendaten                                                    |
| ---------------- | ---------------------------------------------------------------- |
| NAME             | Amin, Samir                                                      |
| KURZBESCHREIBUNG | ägyptisch-französischer Ökonom und Kritiker des Neokolonialismus |
| GEBURTSDATUM     | 3. September 1931                                                |
| GEBURTSORT       | Kairo                                                            |
| STERBEDATUM      | 12. August 2018                                                  |
| STERBEORT        | Paris                                                            |